# Lemmy Kilmister
Ian Fraser "Lemmy" Kilmister, född 24 december 1945 i Stoke-on-Trent, Staffordshire, Storbritannien, död 28 december 2015 i Los Angeles, Kalifornien, USA, var en brittisk musiker. Kilmister grundade 1975 rockbandet Motörhead, där han var sångare och basist. Innan dess hade Lemmy varit medlem av bandet Hawkwind. På 1960-talet var han bland annat med i Sam Gopal och The Rockin' Vickers (i båda banden under namnet Ian Willis), och jobbade under en tid i Jimi Hendrix road crew. Kilmister spelade på en hårt distad basgitarr av modell Rickenbacker 4001.
Kilmister skrev i sin självbiografi White Line Fever att han fick smeknamnet "Lemmy" när han som barn flyttade till Wales från England – och att smeknamnet är en variant på walesiskt slang för engelsman. Det har senare  framkommit att ursprunget till uttrycket "Lemmy a quid till Friday" var att han behövde låna pengar av sina vänner  för sitt spelberoende, som gällde enarmade banditer.

## Tidigt liv
Lemmy föddes i området Burslem i Stoke-on-Trent, Staffordshire i Storbritannien som son till Sydney Davy Albert Kilmister (1912–2002) och Jessie Milda Simpson (1914–1975). Hans far var en före detta Royal Air Force-kaplan och konsertpianist. Föräldrarna skilde sig när han var tre månader gammal och han flyttade med sin mor och mormor till närliggande Newcastle-under-Lyme, sedan till Madeley, Staffordshire. När Lemmy var 10 år gifte modern om sig med den tidigare rugbyspelaren George L. Willis och de flyttade till en gård i den walesiska byn Benllech. Han gick på Ysgol Syr Thomas Jones grundskola i Amlwch och började visa intresse för musiken. Han lade märke till en elev som hade tagit med sig en gitarr till skolan och som blivit "omgiven av brudar", varpå Lemmy själv ville få denna uppmärksamhet när han tog med sig sin mammas gitarr till skolan. När han hade lämnat skolan flyttade han med familjen till Conwy. Han tog arbete på en fabrik som producerade elektriska apparater. Han arbetade även en tid som instruktör på en ridskola.

## Sjukdom och död
Kilmister avled 2015, fyra dagar efter sin 70-årsdag, till följd av prostatacancer och hjärtsvikt. Två dagar före sin död fick han besked om att han led av en aggressiv cancer och bara hade några månader kvar att leva. Han är begravd på Forest Lawn Memorial Park i Hollywood Hills. Bland annat höll Lemmys son Paul Inder och Motörhead-trummisen Mikkey Dee tal på Lemmys begravning.

## Diskografi

### Medthe Rockin' Vickers
- 1965 – "Zing! Went the Strings of My Heart" / "Stella"
- 1965 – "It's Alright" / "Stay By Me"
- 1966 – "Dandy" / "I Don't Need Your Kind"
- 2000 – The Complete: It's Alright (samlingsalbum)

### MedSam Gopal
- 1969 – Escalator
- 1969 – "Horse" / "Back Door Man"

### MedHawkwind
- 1972 – Doremi Fasol Latido
- 1974 – Hall of the Mountain Grill
- 1975 – Warrior on the Edge of Time
- 1983 – The Weird Tapes
- 1984 – The Earth Ritual Preview
- 1985 – Bring Me the Head of Yuri Gagarin
- 1985 – Space Ritual Volume 2
- 1986 – Hawkwind Anthology
- 1991 – BBC Radio 1 Live in Concert
- 1992 – The Friday Rock Show Sessions
- 1997 – The 1999 Party

### MedMotörhead
- 1977 – Motörhead
- 1979 – Overkill
- 1979 – Bomber
- 1979 – On Parole
- 1980 – Ace of Spades
- 1982 – Iron Fist
- 1983 – Another Perfect Day
- 1986 – Orgasmatron
- 1987 – Rock 'n' Roll
- 1991 – 1916
- 1992 – March ör Die
- 1993 – Bastards
- 1995 – Sacrifice
- 1996 – Overnight Sensation
- 1998 – Snake Bite Love
- 2000 – We Are Motörhead
- 2002 – Hammered
- 2004 – Inferno
- 2006 – Kiss of Death
- 2008 – Motörizer
- 2010 – The Wörld is Yours
- 2013 – Aftershock
- 2015 – Bad Magic

## Filmografi
- 1987 – Eat the Rich
- 1990 – Hardware
- 1994 – Airheads
- 1994 – John Wayne Bobbitt Uncut
- 1996 – Tromeo and Juliet
- 1999 – Terror Firmer
- 2000 – Citizen Toxie: The Toxic Avenger IV
- 2001 – Down and Out with the Dolls
- 2001 – Lapdance 01
- 2005 – The Curse of El Charro
- 2005 – Charlie's Death Wish
- 2006 – Foo Fighters: Hyde Park
- 2006 – Poultrygeist: Night of the Chicken Dead
- 2010 – Lemmy

## Ludografi
- En av huvudkaraktärerna i spelet Brütal Legend (2009)
- Guitar Hero Metallica: Gästsångare (2008)